# Лиса Балка
Ли́са Ба́лка —  село в Україні, у Дубовиківській сільській громаді Синельниківського району Дніпропетровської області. Населення становить 62 особи. До 2017 року орган місцевого самоврядування — Добровільська сільська рада.

## Історія
7 (20) листопада 1917 року, відповідно до Третього Універсалу Української Центральної Ради, увійшло до складу Української Народної Республіки.
12 червня 2020 року, відповідно до розпорядження Кабінету Міністрів України № 709-р від «Про визначення адміністративних центрів та затвердження територій територіальних громад Дніпропетровської області», увійшло до складу Дубовиківської сільської громади.
19 липня 2020 року, в результаті адміністративно-територіальної реформи та ліквідації Васильківського району, село увійшло до складу новоутвореного Синельниківського району.

## Географія
Село Лиса Балка розташоване на півночі Синельниківського району в балці Лиса. На півдні межує з селом Гришаї, на сході з селом Бровки та на північному заході з селом Добровілля.

## Населення

### Мова
Розподіл населення за рідною мовою за даними перепису 2001 року:
| Мова       | Кількість | Відсоток |
| ---------- | --------- | -------- |
| українська | 59        | 95.16%   |
| російська  | 3         | 4.84%    |
| Усього     | 62        | 100%     |

## Відомі люди
Житель села В. К. Сіренко (помер у 1937 році) був учасником повстання на броненосці «Потьомкін».